# Dubleanî

Dublianî (în ucraineană Дубляни, poloneză Dublany) este un oraș din regiunea Lvov, Ucraina.

## Demografie
Componența lingvistică a localității Dubleanî
     Ucraineană (99,59%)
     Alte limbi (0,41%)
Conform recensământului din 2001, majoritatea populației localității Dubleanî era vorbitoare de ucraineană (99,59%), existând în minoritate și vorbitori de alte limbi.
în acest oraș locuiesc foarte mulți bulgari.